# Вулиця Миру (Мелітополь)
Вулиця Миру — вулиця в Мелітополі. Йде від вулиці Чайковського до вулиці Сєрова. Забудована приватними будинками.

## Історія
Вулиця вперше згадується 20 грудня 1946 року як вулиця Молотова. Носила назву на честь радянського державного діяча В'ячеслава Молотова (1890-1986), ще живого на той час.
29 жовтня 1957 року в ході десталінізації вулиця була перейменована на вулицю Миру.